# Gilles Caussade
Pour les articles homonymes, voir Caussade.
Gilles Caussade (né en 1947 en France) est un financier et producteur de films. Il a travaillé sur les films La Cité des enfants perdus, Arizona Dream, et Le Fabuleux Destin d'Amélie Poulain. Caussade a travaillé avec Emmanuel Benbihy pour créer Paris, je t'aime et a servi comme producteur exécutif sur le film. Il fait partie du projet international du film Cities of Love et avec Svetlana Novak il mène l'équipe de production pour Marseille, je t'aime. 
Caussade a proposé un festival international du film pour Marseille pendant Marseille-Provence 2013.
Au niveau commercial, Caussade a créé la marque cosmétique Herbier de Provence et a construit une franchise internationale avec plus de 100 magasins. Il est aussi propriétaire du restaurant Le Petit Vendôme à Paris.

## Cities of Love
Le projet Cities of Love a débuté avec le long métrage de fiction Paris, je t’aime. Présenté en ouverture de la section « Un certain regard » au Festival de Cannes 2006, le film fut diffusé ensuite dans 65 pays, avec la perspective de produire par la suite une collection de films illustrant l’universalité de l’amour et prenant pour cadre des métropoles mondiales dotées d’une identité culturelle forte et spécifique. En 2010 est réalisé New York, I Love You, puis en 2014 Rio, eu te amo. Pour la suite du projet, plusieurs accords sont déjà signés pour des films à Londres, Berlin, Marseille et Shanghaï.